# Aspidistra renatae
Aspidistra renatae là một loài thực vật có hoa trong họ Măng tây. Loài này được Bräuchler mô tả khoa học đầu tiên năm 2005.